# Couperin (cratère)
Pour les articles homonymes, voir Couperin.
Couperin est le nom d'un cratère d'impact présent sur la surface de Mercure. 
Le cratère fut ainsi nommé par l'Union astronomique internationale en 1979 en hommage au compositeur français François Couperin. 
Son diamètre est de 80 km. Il se situe dans le quadrangle de Shakespeare (quadrangle H-3) de Mercure.